# Krajowy Związek Zdrojowisk i Uzdrowisk we Lwowie
Krajowy Związek Zdrojowisk i Uzdrowisk we Lwowie – polska organizacja w zaborze austriackim.

## Historia
W 1910 roku Józef Westreich napisał statut, który został zatwierdzony przez Namiestnictwo reskryptem z 20 października 1910 roku. Decyzję powołania Związku ogłoszono podczas I zjazdu przemysłowo-balneologicznego, który odbył się we Lwowie w dniach 29–31 października 1910 roku. 39 członków nazwanych „założycielami” wybrało tymczasowy zarząd. 
W grudniu 1910 zwołano walne zebranie podczas którego wybrano nowe władze i uchwalono zmiany w statucie. W skład nowego zarządu weszli: Juliusz Bandrowski, Roger Battaglia, Maksymilian Cercha, Adam Gołuchowski, Franciszek Kmietowicz, Kalikst Krzyżanowski, J. Olszewski, Jan Potocki, Tadeusz Praschil, Adam Stadnicki, Tadeusz Tertil, Józef Westreich oraz sekretarz izby handlowej Wacław Łobaczewski. Po zebraniu ukonstytuował się zarząd na czele którego stanął Jan Potocki. Jego zastępcami zostali: Kalikst Krzyżanowski i Maksymilian Cercha, skarbnikiem Józef Westreich, a sekretarzem Tadeusz Praschil.
W 1912 roku siedziba Krajowego Związku Zdrojowisk i Uzdrowisk we Lwowie mieściła się przy ulicy Romanowicza 3, a w 1914  przy ul. Trzeciego Maja 10. Jego celem było ekonomiczne podniesienie zdrojowisk i uzdrowisk krajowych. 
W budynku na ulicy Romanowicza na parterze mieściła się założona przez Związek składnica krajowych wód mineralnych. Na piętrze powołany przez Związek zakład kredytowy, redakcja czasopisma „Nasze Zdroje” i sale posiedzeń. odbywały się w niej nie tylko zebrania Związku i jego komisji, ale również zaprzyjaźnionych organizacji takich jak komisja przemysłowo-lekarska Towarzystwa lekarzy lwowskich czy wydziału Towarzystwa Higieny. Zgodnie ze statutem i uchwałami I zjazdu przemysłowo-balneologicznego Związek zorganizował we wrześniu 1911 roku II zjazd w Krynicy.  
W 1920 roku zmienił nazwę na  Polski Związek Zdrojowisk, Uzdrowisk i Kąpielisk Morskich z siedzibą we Lwowie i ekspozyturą w Warszawie, a w 1925 roku Związek Uzdrowisk Polskich. Podczas zebrania pod przewodnictwem Jana Potockiego podjęto decyzję o przeniesieniu siedziby do Warszawy.   

## Pismo
Do 1 kwietnia 1914 roku oficjalnym pismem były „Nasze Zdroje”. Od 1 kwietnia stało się nim czasopismo „Zdrojownictwo i Turystyka”. Związek otrzymywał od Sejmu subwencję 300 koron na wydawanie własnego pisma. Redakcja pisma mieściła się na ulicy Trzeciego Maja 10

## Władze w 1914
- Prezes: Jan Potocki[4]
- Wiceprezesi: Józef Wiczkowski, Adam Stadnicki, Wacław Łobaczewski-Wnuczek[4]
- Sekretarz: Tadeusz Praschil[4]
- Zastępca sekretarza: Jan Woytkowski[4]
- Skarbnik: Józef Westreich[4]
- Zastępca skarbnika: Bronisław Biegeleisen[4]
- Członkowie zarządu: Juliusz Bandrowski, Adolf Brunicki, Adam Gołuchowski, Kalikst Krzyżanowski, Ignacy Mazanek, Tadeusz Tertil[4]
- Zastępcy członków zarządu: Stefan Dziewolski, Władysław Mazurkiewicz, Apolinary Tarnawski, August Teodorowicz, Józef Zakrzewski, Józef Żychoń[4]

## Struktura w 1914
- Sekcja balneolekarska. Prezes: Antoni Gluziński, wiceprezes: Józef Wiczkowski, sekretarz: Marcin Selzer[5]
- Sekcja balneotechniczna. Prezes: Roman Ingarden, wiceprezes: Rudolf Zuber, sekretarz: Otto Nadolski[5]
- Sekcja balneoprzemysłowa. Prezes: Wojciech Biechoński, wiceprezes: Roger Battaglia, sekretarz: Tytus Piller[5]
- Sekcja turystyczna. Prezes: Jan Potocki, wiceprezesi: Józef Kazimierz Lubieniecki, Witold Wolański, sekretarz: Mieczysław Orłowicz[5]
- Własny tygodnik „Nasze Zdroje”. Redaktor naczelny: Juliusz Bandrowski
- Własny Galicyjski Zakład Kredytowy. Prezes: Andrzej Lubomirski, wiceprezesi: I – Stanisław Głąbiński, II – Jan Potocki, członkowie rady nadzorczej: Ernest Adam, Juliusz Bandrowski, Wiktor Borysiewicz, Henryk Ebers, Franciszek Kmietowicz, Franciszek Sobolewski, Stanisław Sokołowski, Adam Stadnicki, August Teodorowicz, Tadeusz Tertil; dyrektorzy: Wacław Łobaczewski-Wnuczek, Tadeusz Praschil, Józef Westreich[5]
- Składnica wód mineralnych krajowych. Zarządca: Tadeusz Praschil, zastępca: Stanisław Sokołowski[5]